# Paardenfluisteraar

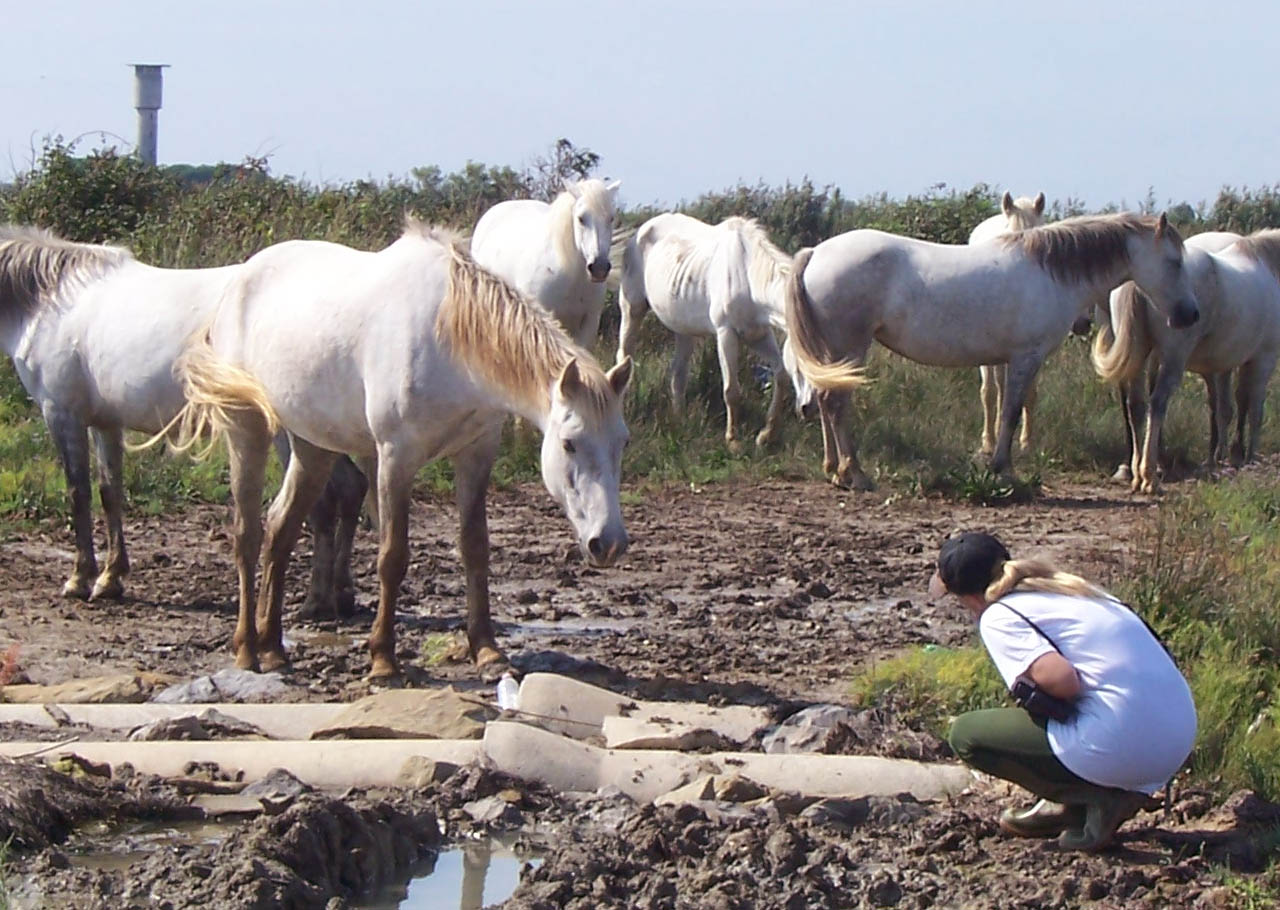
Een paard dat in het wild leeft, wordt benaderd met lichaamstaal die het paard begrijpt

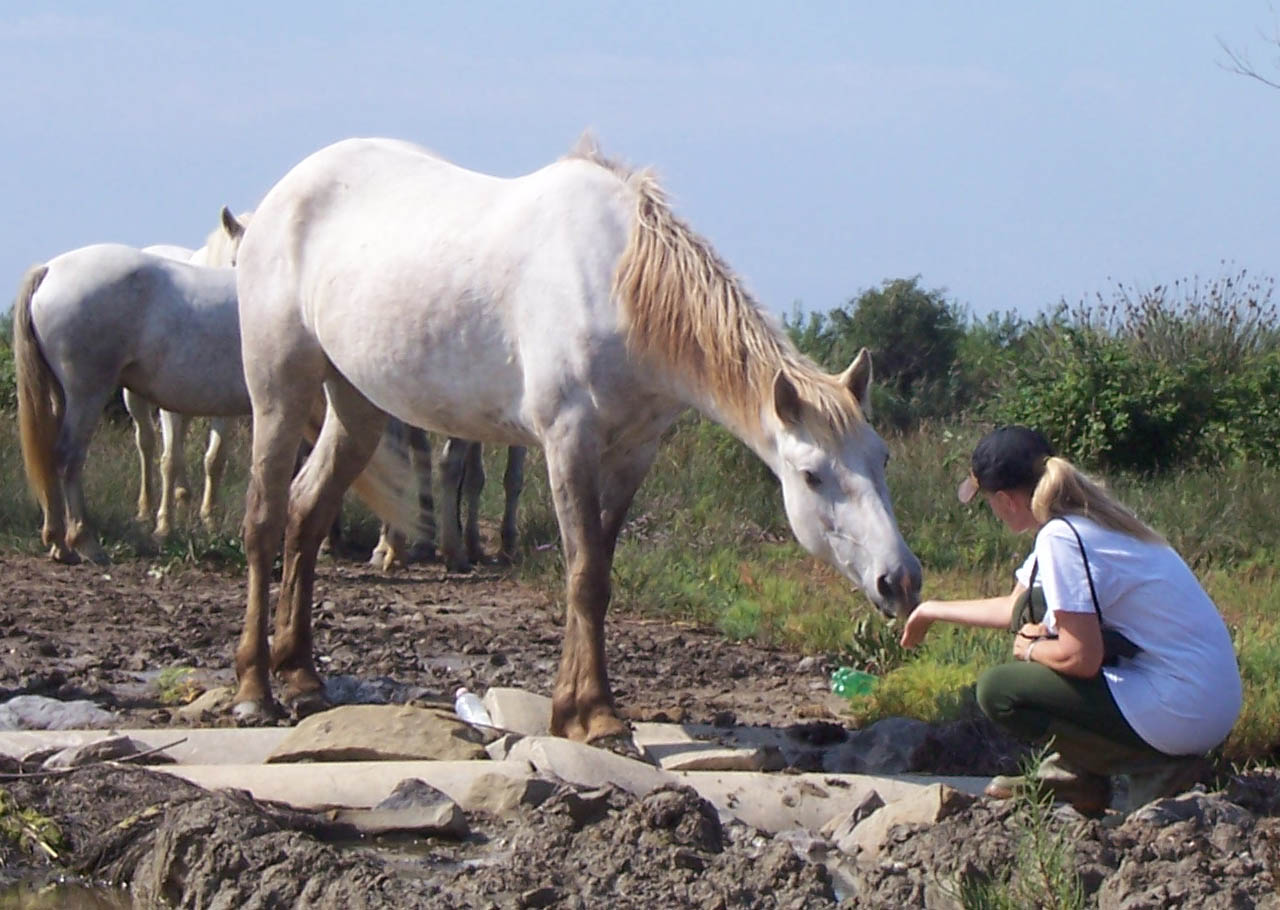
... en het paard reageert hierop

Een paardenfluisteraar, ook wel horsemanshiptrainer genoemd, is iemand  die het trainen van paarden op een natuurlijke en paardvriendelijke manier doet.

## Natural horsemanship
Voor het opbouwen van een relatie tussen mens en paard wordt gebruikgemaakt van communicatiemethoden die zijn ontleend aan observaties van paarden die in het wild leven. Het paard wordt door de mens benaderd op een soortgelijke wijze als paarden elkaar benaderen. Hierbij gebruikt de paardenfluisteraar de natuurlijke instincten en kuddementaliteit van paarden.
De literaire typering 'paardenfluisteraar' werd vooral bekend door de film The Horse Whisperer uit 1998, naar het gelijknamige boek van Nicholas Evans uit 1995, in Nederland uitgebracht als 'De Paardenfluisteraar'. Binnen de wereld van de paardensport gebruikt men in dit verband soms de Engelse termen horsemanshiptrainer en natural horsemanship (NH).
Er zijn verschillende benaderingen, die meestal een aantal ideeën gemeen hebben. Bijvoorbeeld:
- Paarden zijn sociale kuddedieren. De sociale interactie verloopt vooral via lichaamstaal.
- De mens moet kennis hebben van de sociale interactie tussen paarden en die kennis gebruiken in de omgang met een paard.
- Training van een paard op basis van pijn en vrees wordt zo veel mogelijk vermeden.

Bij natural horsemanship wordt het gebruik van dwangmiddelen zoals zweep, sporen en bit zoveel mogelijk achterwege gelaten. Men drijft het paard aan met een gebaar, met de stem en met de zit.
Bij een natuurlijke wijze van paardenhouden worden de dieren het liefst gezamenlijk buiten, in een kudde gehouden. Hierbij hoort wel een schuilplaats, zoals een halfopen stal, tegen zwaar weer en hevige wind.

## Leertheoretische benadering
Er is, bijvoorbeeld vanuit leertheorische hoek, kritiek op het verklaringsmodel met betrekking tot natural horsemanship. De kritiek is meestal niet gericht op de effectiviteit van de toegepaste methodieken. Centraal in de verklaring van de successen van paardenfluisteraars staat de imitatie van paardengedrag door de trainer als wijze om het paard duidelijk te maken wat er wordt verwacht. De rol die de leertheorie daarbij speelt is onderbelicht bij veel horsemanshiptrainers.

## Voortrekkers
Beoefenaren die met openbare trainingen (clinics), boekpublicaties en video's over natuurlijke omgang met paarden bekendheid verwierven zijn bijvoorbeeld Pat Parelli met Parelli Natural Horsemanship en Monty Roberts met zijn Join-Up concept.